# Fatal Flowers
Fatal Flowers was een Amsterdamse rockband die actief was tussen 1984 en 1990. Begin 2019 maakte de band bekend weer bij elkaar te komen.

## Biografie
De band werd in 1984 opgericht door Richard Janssen. In het begin richt de band zich op het maken van melodieuze gitaarrock. De Flowers worden al snel gezien als een talentvolle belofte en krijgen in 1985 al een contract bij de grote platenmaatschappij WEA. Onder leiding van topproducer Craig Leon maken ze een titelloze mini-lp. De eerste volledige plaat wordt geproduceerd door Vic Maile en bevat het titelnummer Younger Days. De plaat wordt begin 1987 in Nederland een radiohit in destijds beide hitlijsten op Radio 3 en bereikt de 36e positie in de Nederlandse Top 40 en de 35e positie in de Nationale Hitparade Top 100.
In 1987 ontvangen de Flowers een Edison voor Younger Days en staan ze als openingsact op Pinkpop. Het derde album, Johnny D. Is Back!, wordt geproduceerd door Mick Ronson. Met dit album maken de Flowers een grote stap voorwaarts en het album wordt door de lezers van OOR uitgeroepen tot beste Vaderlandse LP van 1988. In dat jaar verlaat gitarist Dirk Heuff de band en wordt aanvankelijk vervangen door de later van Urban Dance Squad bekende René van Barneveld. In november van dat jaar wordt na ettelijke audities de slechts 17-jarige Robin Berlijn aangetrokken, die indruk maakt door zijn spel en uitstraling. De Fatal Flowers ontvangen dat jaar de Zilveren Harp.
In 1990 verlaten de Fatal Flowers WEA en stappen over naar Mercury. Ze maken een nieuwe plaat, Pleasure Ground, die wederom wordt geproduceerd door Mick Ronson. Het album bevat geen hitsingle, maar is wel zeer succesvol. Het bericht dat Janssen de band verlaat, en daarmee in feite de Fatal Flowers opheft, komt voor iedereen dan ook volslagen onverwacht. Janssen geeft aan dat hij geen plezier meer beleeft aan de Flowers en er daarom mee stopt. Op 3 juli 2002 komen de Flowers nog een keer bij elkaar voor een reünie in het Blauwe Theehuis in het Vondelpark ter promotie van de compilatie Younger Days - The Definitive Fatal Flowers. In 2019 komt de band bij elkaar terug voor een uitgebreide tournee, die afgesloten wordt in poptempel Paradiso.

## Bezetting
- Richard Janssen (componist, gitaar, tekstdichter, zang)
- Henk Jonkers (achtergrondzang, drums)
- Marco Braam (achtergrondzang, basgitaar) (1984-1987)
- Geert de Groot (achtergrondzang, basgitaar) (1987-1990)
- Robin Berlijn (gitaar) (1988-1990)
- René van Barneveld (gitaar) (1988)
- Erwin Wolters (gitaar) (1984-1985)
- Dirk Heuff (gitaar) (1985-1988)
- Cor Willemse (pianist, hammondorgel, keyboards) (1985-1990)

## Discografie

### Singles
- 1985 - "Billy" / "Who Loves The Sun"
- 1986 - "Younger Days" / "White Mustang"
- 1987 - "Well Baby pt. 2" / "Deep Inside"
- 1988 - "Movin' Target" / "Johnny D. Is Back!"
- 1988 - "Rock & Roll Star" / "No Expectations" / "Younger Days"
- 1988 - "Second Chance" / "Second Chance"
- 1990 - "Better Times" / "Heroes"
- 1990 - "Both Ends Burning" / "Burning"
- 1990 - "How Many Years" / "Speed Of Life"

### Albums
- 1985 - Fatal Flowers (mini-album)
- 1986 - Younger Days
- 1988 - Johnny D. Is Back!
- 1990 - Pleasure Ground
- 1993 - Fatal Flowers (Fatal Flowers en Younger Days op één cd)
- 2002 - Younger Days - The Definitive Fatal Flowers (compilatie)
- 2019 - Radio Sessions 1985 - 1990

### NPO Radio 2 Top 2000
Van Fatal Flowers stond alleen Younger Days in 2019 in de NPO Radio 2 Top 2000, op plek 1952.